# Tercer Gobierno Haseloff
El Tercer Gobierno de Reiner Haseloff ejerce el poder ejecutivo de Sajonia-Anhalt, a partir del 16 de septiembre de 2021. Encabezado por el político Reiner Haseloff, el gobierno está integrado por los partidos políticos Unión Demócrata Cristiana de Alemania (CDU), Partido Socialdemócrata de Alemania (SPD) y Partido Democrático Libre (FDP).

## Mandato
Este gobierno está dirigido por el ministro presidente democratacristiano Reiner Haseloff. Está formado y apoyado por una coalición entre la Unión Demócrata Cristiana de Alemania (CDU), el Partido Socialdemócrata de Alemania (SPD) y el Partido Democrático Libre (FDP). Juntos tienen 56 diputados de 97 de los escaños en el Parlamento Regional de Sajonia-Anhalt.
Por lo tanto, sucede al Segundo Gobierno Haseloff, formado por la CDU, el SPD y la B'90/Grüne.

## Gabinete ministerial
Unión Demócrata Cristiana de Alemania     Partido Socialdemócrata de Alemania     Partido Democrático Libre

### Ministro Presidente de Sajonia-Anhalt
| Fotografía | Primer ministro | Período                  | Período     | Partido | Partido |
| Fotografía | Primer ministro | Inicio                   | Fin         | Partido | Partido |
| ---------- | --------------- | ------------------------ | ----------- | ------- | ------- |
|            | Reiner Haseloff | 16 de septiembre de 2021 | En el cargo |         |         |

### Viceministros presidentes de Sajonia-Anhalt
| Fotografía | Vice primer ministro | Período                  | Período     | Partido | Partido |
| Fotografía | Vice primer ministro | Inicio                   | Fin         | Partido | Partido |
| ---------- | -------------------- | ------------------------ | ----------- | ------- | ------- |
|            | Armin Willingmann    | 16 de septiembre de 2021 | En el cargo |         |         |
|            | Lydia Hüskens        | 16 de septiembre de 2021 | En el cargo |         |         |

### Ministros
| Ministerio                                              | Fotografía | Titular             | Período                  | Período             | Partido | Partido |
| Ministerio                                              | Fotografía | Titular             | Inicio                   | Fin                 | Partido | Partido |
| ------------------------------------------------------- | ---------- | ------------------- | ------------------------ | ------------------- | ------- | ------- |
| Ciencia, Energía, Protección del Clima y Medio Ambiente |            | Armin Willingmann   | 16 de septiembre de 2021 | En el cargo         |         |         |
| Cultura                                                 |            | Rainer Robra        | 16 de septiembre de 2021 | En el cargo         |         |         |
| Economía, Turismo, Agricultura y Bosques                |            | Sven Schulze        | 16 de septiembre de 2021 | En el cargo         |         |         |
| Educación                                               |            | Eva Feußner         | 16 de septiembre de 2021 | 29 de junio de 2025 |         |         |
| Educación                                               |            | Jan Riedel          | 29 de junio de 2025      | En el cargo         |         |         |
| Finanzas                                                |            | Michael Richter     | 16 de septiembre de 2021 | En el cargo         |         |         |
| Infraestructuras y Asuntos Digitales                    |            | Lydia Hüskens       | 16 de septiembre de 2021 | En el cargo         |         |         |
| Interior y Deportes                                     |            | Tamara Zieschang    | 16 de septiembre de 2021 | En el cargo         |         |         |
| Justicia y Protección del Consumidor                    |            | Franziska Weidinger | 16 de septiembre de 2021 | En el cargo         |         |         |
| Trabajo, Asuntos Sociales, Sanidad e Igualdad           |            | Petra Grimm-Benne   | 16 de septiembre de 2021 | En el cargo         |         |         |